# Wim Albers
Willem (Wim) Albers (Rotterdam, 30 november 1920 – Warnsveld, 30 december 2009) was een Nederlands politicus. Hij was van 1973 tot 1979 lid van de Tweede Kamer der Staten-Generaal namens de Partij van de Arbeid (PvdA).

## Levensloop
Albers groeide op in een Rotterdams arbeidersgezin. Hij volgde in en kort na de Tweede Wereldoorlog een opleiding chemisch analist en chemische technologie bij het PBNA in Arnhem. Na een kortstondig dienstverband bij Heineken was hij vanaf 1942 werkzaam bij Distilleerderij v/h Mispelblom en Co in Zutphen. Vanaf 1949 tot 1971 was hij bedrijfsleider in dit bedrijf.
In 1953 werd Albers namens de PvdA lid van de gemeenteraad van Zutphen. Vanaf 1957 was hij wethouder in Zutphen. Hij gaf deze functie op toen hij in augustus 1973 in de Tweede Kamer zitting nam. Binnen de fractie van de PvdA gold Albers als waterstaatsdeskundige. Zowel voor als tijdens zijn Kamerlidmaatschap had hij een bestuurlijke functie binnen het waterschap van de Berkel. In de Kamer pleitte hij er onder meer voor om bij dijkverhogingen meer rekening te houden met het landschap. In mei 1975 hield hij een interpellatiedebat met minister Tjerk Westerterp over dijkverbeteringswerken langs de rivieren. In 1978 was hij woordvoerder namens zijn fractie bij de behandeling van het wetsvoorstel tot goedkeuring van het Europees Sociaal Handvest.
Albers hield zich in het parlement tevens bezig met arbeidsverhoudingen en medezeggenschap. Namens de Tweede Kamer had hij vanaf 1974 zitting in het Europees Parlement. Na de eerste Europese Parlementsverkiezingen in 1979, waarbij hij kandidaat stond en gekozen werd, verliet hij de Kamer. Hij was voorzitter van een commissie ter verbetering van de euro-Arabische samenwerking en maakte zich in en buiten het parlement sterk voor de Palestijnse zaak. Hij had onder meer contact met de Palestijnse jurist en PLO-vertegenwoordiger Naïm Khader, die in 1981 in Brussel door onbekenden werd vermoord. In 1983 en 1984 was Albers lid van een Europese delegatie voor de betrekkingen met Joegoslavië. In 1984 verliet hij het Europarlement. Hij had vervolgens nog verschillende functies binnen zijn partij, zowel op lokaal als landelijk niveau. Zo was Albers van 1985 tot 1988 lid van het landelijk partijbestuur en van 1993 tot 1998 voorzitter van de PvdA-afdeling Warnsveld. Tot 2000 vervulde hij tevens nog diverse maatschappelijke functies.
Albers stierf in december 2009 op 89-jarige leeftijd. Hij werd bij zijn overlijden binnen zijn partij geprezen als "authentieke democratisch socialist". Hij werd gecremeerd in Crematorium Dieren.

## Onderscheidingen
Bij zijn afscheid als wethouder in 1973 werd Albers onderscheiden als Ridder in de Orde van Oranje-Nassau.

## Privéleven
Albers was gehuwd. Sinds 1994 was hij weduwnaar.
- Biografisch Portaal: 85876987
- Parlement.com: vg09lle2ltw8